# Mil Mi-32

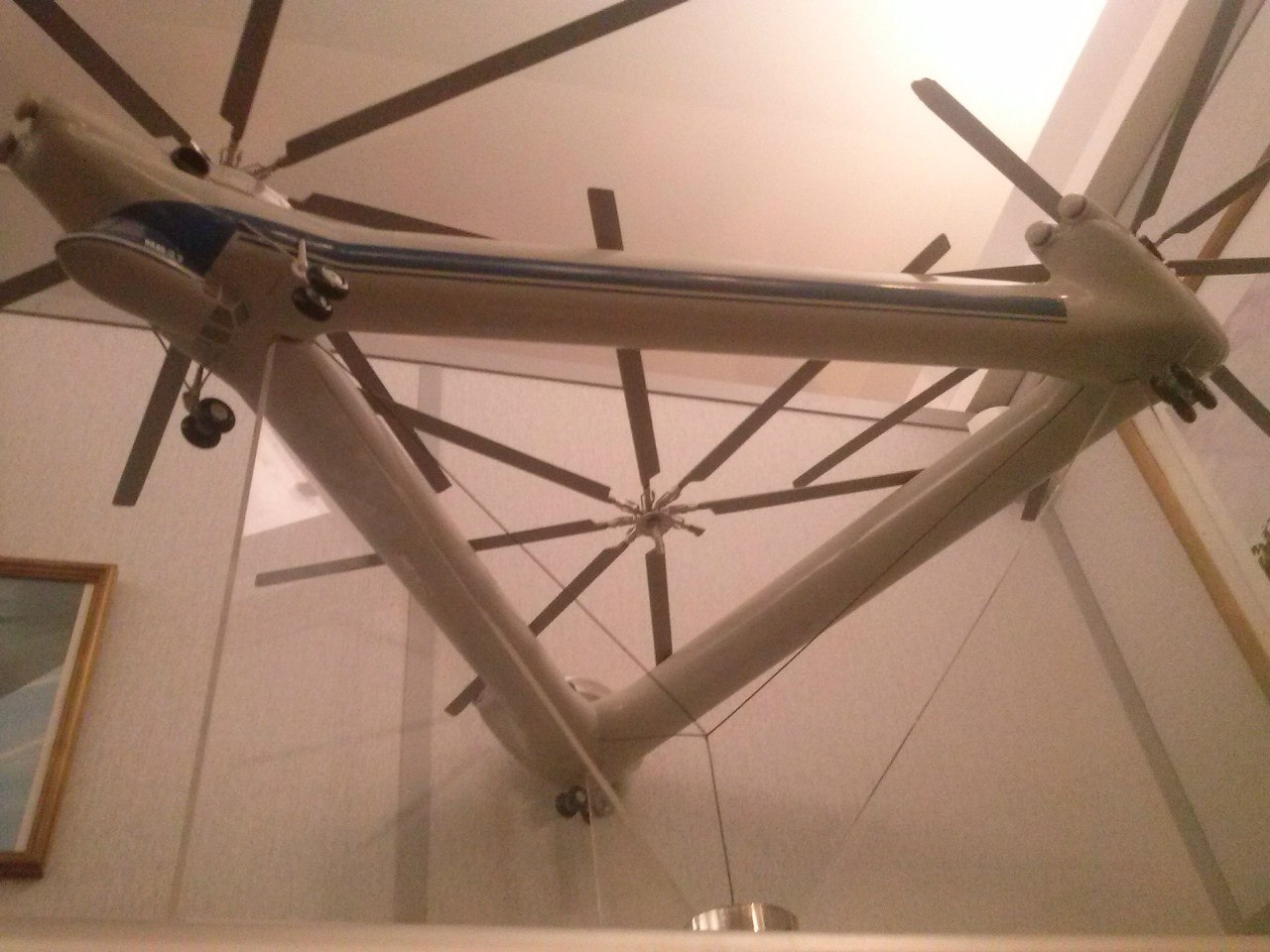
Ảnh Mil Mi-32

Mil Mi-32 là một khái niệm trực thăng được phát triển tại Liên Xô năm 1982. Nó được trang bị 3 rotor, mỗi rotor có 2 động cơ.